# Armed Intervention
Armed Intervention è un cortometraggio muto del 1913 diretto da Thomas Ricketts. Prodotto dalla Flying A il film, che si basa su un soggetto di Flora R. Snyder, aveva come interpreti Edward Coxen, Winifred Greenwood, Marian Murray, Ida Lewis, Reaves Eason, George Field.

## Trama
Bob Phelps è un cowboy che tutti sanno ha l'abitudine di chiedere la mano alle ragazze sin dal primo appuntamento. Così, per evitare che lo faccia anche questa volta o, almeno, per ritardarne i tempi, quando al ranch arriva Betty, i ragazzi chiudono Bob nel granaio. Ma lui riesce a scappare e, come sempre, chiede alla ragazza di sposarlo. Betty, divertita, accetta. Dopo qualche tempo, però, i due si innamorano sul serio e, pensando che la cosa sia diventata ormai troppo seria per continuare a scherzarci sopra, si lasciano. Decisione che provoca l'infelicità di tutti e due. Anche se Betty non dà importanza al fatto, Bob ritiene di non potersi sposare perché è troppo povero per mantenere una moglie. Tom Fisher e Dora, la cugina di Betty, venuti a conoscenza della situazione, cospirano per unire i due amici con l'aiuto degli altri ragazzi del ranch. Intanto, Bob viene a sapere di avere ereditato una bella somma. Ma, prima di avvisare gli altri, viene prelevato da un gruppo di ragazzi che, pistola alla mano, lo costringono ad ammettere di essere innamorato di Betty. Dora fa lo stesso con la cugina. I due innamorati, rivestiti con abiti da cerimonia, vengono portati davanti a un pastore, e loro decidono di lasciare che le cose seguano il loro corso. Dopo le nozze, Bob annuncia, con sorpresa di tutti, di non essere più povero. Tom e Dora, dal canto loro, approfittano della presenza del pastore per sposarsi pure loro.

## Produzione
Il film fu prodotto dalla Flying A (American Film Manufacturing Company).

## Distribuzione
Distribuito dalla Mutual, il film - un cortometraggio in una bobina - uscì nelle sale cinematografiche degli Stati Uniti il 13 dicembre 1913.